# Application projective
En mathématiques, une application projective est une application entre deux espaces projectifs qui préserve la structure projective, c'est-à-dire qui envoie les droites, plans, espaces… en des droites, plans, espaces.
Une application projective bijective s'appelle une homographie.

## Définition et premières propriétés
Rappelons que la définition moderne d'un espace projectif {\displaystyle E\,} est d'être un ensemble dont les points sont les droites vectorielles d'un {\displaystyle \mathbb {K} }-espace vectoriel {\displaystyle {\vec {E}}}.
Une application {\displaystyle f\,} d'un espace projectif {\displaystyle E\,} vers un espace projectif {\displaystyle E'\,} est dite projective s'il existe une application linéaire {\displaystyle {\vec {f}}} injective de {\displaystyle {\vec {E}}} vers {\displaystyle {\vec {E}}'} telle que pour tout point {\displaystyle M\,} de {\displaystyle E\,} (qui est aussi une droite de {\displaystyle {\vec {E}}}), {\displaystyle f(M)={\vec {f}}(M)}. L'application linéaire {\displaystyle {\vec {f}}}, qui est définie à une constante multiplicative près, est appelée l'application homogène associée à {\displaystyle f\,} 
(et {\displaystyle f\,} est dite induite par {\displaystyle {\vec {f}}}). On dit aussi que {\displaystyle f} est obtenue à partir de {\displaystyle {\vec {f}}} par passage au quotient.
On peut généraliser au cas d'une application {\displaystyle {\vec {f}}} non injective, mais alors l'application projective n'est plus définie que sur {\displaystyle E-C} où {\displaystyle C=\pi \left(\ker {\vec {f}}-\{{\vec {0}}\}\right)}. Ici, {\displaystyle \pi } représente la projection canonique de {\displaystyle {\vec {E}}-\{{\vec {0}}\}} sur {\displaystyle E} et {\displaystyle \ker({\vec {f}})} le noyau de {\displaystyle {\vec {f}}}. On parle alors d'application projective de {\displaystyle E} dans {\displaystyle F} de centre {\displaystyle C}.
Si {\displaystyle E\,} est de dimension {\displaystyle n\,}, une application projective est entièrement déterminée par la donnée de {\displaystyle n+2\,} points formant un repère projectif et de leurs images.
Les applications projectives transforment un sous-espace projectif en un sous-espace projectif, et conservent le birapport de 4 points alignés distincts.
Dans le cas {\displaystyle E=E'\,}, les points fixes de {\displaystyle f\,} ne sont autres que les droites de {\displaystyle {\vec {E}}} dirigées par un vecteur propre de {\displaystyle {\vec {f}}} associé à une valeur propre non nulle.
Les applications projectives bijectives sont appelées des transformations projectives, ou homographiques, ou encore des homographies. Les homographies d'un espace projectif dans lui-même forment un groupe, appelé le groupe projectif de {\displaystyle E\,}, noté {\displaystyle GP(E)\,} ; ce groupe, noté également {\displaystyle PGL({\vec {E}})\,}, est isomorphe au quotient du groupe linéaire {\displaystyle GL({\vec {E}})\,} par le sous-groupe des homothéties.
Une classe importante d'homographies est constituée par les homologies, ayant un hyperplan de points fixes, qui engendrent le groupe projectif en dimension finie.

## Exemple des projections
|  | Étant donné un hyperplan {\displaystyle H\,} de l'espace projectif {\displaystyle E\,} et un point {\displaystyle S\,} n'appartenant pas à {\displaystyle H\,} la projection (ou perspective) de centre {\displaystyle S\,} et de base {\displaystyle H\,} est l'application qui à tout point {\displaystyle M\,} différent de {\displaystyle S\,} fait correspondre le point d'intersection de la droite {\displaystyle (SM)\,} avec {\displaystyle H\,} ; c'est une application projective, car elle est induite par la projection vectorielle de base {\displaystyle {\vec {H}}\,} (qui est un hyperplan de {\displaystyle {\vec {E}}\,}) et de direction {\displaystyle S\,} (qui est une droite de {\displaystyle {\vec {E}}\,}).                                                    |
|  | Plus généralement, si {\displaystyle F\,} et {\displaystyle G\,} sont deux sous-espaces projectifs supplémentaires de {\displaystyle E\,} (c'est-à-dire {\displaystyle {\vec {F}}+{\vec {G}}={\vec {E}}\,}), la projection de sous-espace central {\displaystyle G\,} et de base {\displaystyle F\,} est l'application qui à tout point {\displaystyle M\,} n'appartenant pas à {\displaystyle G\,} fait correspondre le point d'intersection du sous-espace projectif engendré par {\displaystyle G\,} et {\displaystyle M\,} avec {\displaystyle F\,}. En dimension 3 par exemple, si {\displaystyle D_{1}\,} et {\displaystyle D_{2}\,} sont deux droites non coplanaires on peut définir la projection de droite centrale {\displaystyle D_{1}\,} et de base {\displaystyle D_{2}\,}. |

## Expression analytique des applications projectives
Nous rapportons les espaces projectifs {\displaystyle E\,} et {\displaystyle E'\,} à des repères projectifs {\displaystyle R=(A_{1},...,A_{n+1},\Omega )\,} et {\displaystyle R'=(A'_{1},...,A'_{n+1},\Omega ')\,} ; pour {\displaystyle R\,}, il existe une unique base de {\displaystyle {\vec {E}}:B=({\vec {e}}_{1},...,{\vec {e}}_{n+1})} telle que {\displaystyle {\vec {e}}_{i}} dirige {\displaystyle A_{i}\,} et {\displaystyle {\vec {e}}_{1}+...+{\vec {e}}_{n+1}} dirige {\displaystyle \Omega \,} (idem pour {\displaystyle R'\,}).
La matrice homogène de {\displaystyle f\,} dans {\displaystyle R\,} et {\displaystyle R'\,} est la matrice {\displaystyle A=(a_{ij})\,} de {\displaystyle {\vec {f}}} dans {\displaystyle B\,} et {\displaystyle B'\,}.
Si l'on envoie à l'infini l'hyperplan passant par {\displaystyle A_{1},...,A_{n+1}\,}, l'espace affine {\displaystyle {\check {E}}} obtenu s'identifie à l'hyperplan {\displaystyle X_{n+1}=1\,} de {\displaystyle {\vec {E}}} et on rapporte {\displaystyle {\check {E}}} au repère {\displaystyle {\check {R}}=(X_{n+1},{\vec {e}}_{1},...,{\vec {e}}_{n})} ; les coordonnées affines {\displaystyle (x_{1},...,x_{n})\,} d'un point {\displaystyle M\,} dans {\displaystyle {\check {R}}} et ses coordonnées homogènes {\displaystyle (X_{1},...,X_{n+1})\,} sont reliées par les relations {\displaystyle x_{i}=X_{i}/X_{n+1}\,}. Si l'on fait de même dans {\displaystyle E'\,}, l'expression analytique homogène de {\displaystyle f\,} est donnée par les formules : 
, et son expression analytique affine par les formules 
Les applications projectives sont donc définies analytiquement comme des quotients de formes affines par une même forme affine.

## Homographies de la droite
Une bijection d'une droite projective dans elle-même est une homographie si et seulement si elle conserve le birapport. Donc si {\displaystyle (A,B,C)} et {\displaystyle (A',B',C')} sont deux triplets de points distincts de la droite, l'unique homographie qui transforme {\displaystyle (A,B,C)} en {\displaystyle (A',B',C')} est définie par 
On rapporte la droite projective à un repère projectif {\displaystyle (X_{\infty },O,I)}, et rapportons au repère {\displaystyle (O,I)\,} la droite affine obtenue en envoyant à l'infini le point {\displaystyle X_{\infty }} ; les coordonnées des différents points sont données dans le tableau :
| Points                | {\displaystyle X_{\infty }} | {\displaystyle O} | {\displaystyle I} | {\displaystyle G} |
| Coordonnées homogènes | (1,0)                       | (0,1)             | (1,1)             | (1,2)             |
| Coordonnée affine     | {\displaystyle \infty }     | 0                 | 1                 | 1/2               |

La classification des homographies de la droite provient de celle des matrices d'ordre 2 ; dans le cas où le polynôme caractéristique de l'application homogène est scindé (donc par exemple en géométrie complexe), il n'y a que deux possibilités, suivant que ce polynôme est à racines simples ou a une racine double :
| Matrice homogène réduite dans un repère projectif {\displaystyle (A,B,\Omega )} | Points fixes | cas {\displaystyle A=X_{\infty },B=0,\Omega =I\,}              | expression analytique dans ce cas | cas {\displaystyle A=I,B=O,\Omega =G\,}                                                                          |
| ------------------------------------------------------------------------------- | --- | -------------------------------------------------------------- | --------------------------------- | --- |
| {\displaystyle {\begin{bmatrix}a&\\&1\end{bmatrix}}}                            | {\displaystyle A} et {\displaystyle B} Homologie spéciale de base {\displaystyle A} et de centre {\displaystyle B} (ou l'inverse) | Homothétie de rapport {\displaystyle a}                        | {\displaystyle x'=ax\,}           | {\displaystyle x'={\frac {ax}{(a-1)x+1}}} Homographie à deux points fixes {\displaystyle O} et {\displaystyle I} |
| {\displaystyle {\begin{bmatrix}1&1\\&1\end{bmatrix}}}                           | {\displaystyle A} Homologie spéciale de base A et centre B                                                                        | Translation de vecteur {\displaystyle {\overrightarrow {OI}}}. | {\displaystyle x'=x+1\,}          | {\displaystyle x'={\frac {1}{2-x}},} Homographie à un point fixe {\displaystyle I}                               |

Dans le cas réel, les homographies à 2, 1 et 0 points fixes (correspondant à un discriminant de polynôme caractéristique >0, =0 ou <0) sont dites hyperboliques, parabolique, ou elliptiques.
Dans le cas complexe, les homographies de la droite projective complexe, qui est un plan réel adjoint d'un point à l'infini, et les homographies composées avec les réflexions (appelées antihomographies) forment exactement les transformations circulaires.

## Homographies du plan
Nous rapportons le plan projectif à un repère projectif {\displaystyle (X_{\infty },Y_{\infty },O,K)}, et rapportons à un repère {\displaystyle (O,I,J)\,} le plan affine obtenu en envoyant à l'infini la droite {\displaystyle (X_{\infty },Y_{\infty })} ; les coordonnées des différents points sont données dans le tableau :
| Points                | {\displaystyle X_{\infty }} | {\displaystyle Y_{\infty }} | {\displaystyle O} | {\displaystyle I} | {\displaystyle J} | {\displaystyle K} | {\displaystyle G} |
| Coordonnées homogènes | (1,0,0)                     | (0,1,0)                     | (0,0,1)           | (1,0,1)           | (0,1,1)           | (1,1,1)           | (1,1,3)           |
| Coordonnées affines   | ({\displaystyle \infty },0) | (0,{\displaystyle \infty }) | (0,0)             | (1,0)             | (0,1)             | (1,1)             | (1/3,1/3)         |

La classification des homographies provient de celle des matrices d'ordre 3 ; pour les cas où le polynôme caractéristique de l'application homogène est scindé, on obtient :
| Matrice homogène réduite dans un repère projectif {\displaystyle (A,B,C,\Omega )} | Points fixes et droites stables | Cas {\displaystyle A=X_{\infty },B=X_{\infty },C=0,\Omega =K\,}                                                                | Expressions analytiques dans ce cas                            | Cas {\displaystyle A=I,B=J,C=O,\Omega =G\,} |
| --------------------------------------------------------------------------------- | --- | --- | -------------------------------------------------------------- | --- |
| {\displaystyle {\begin{bmatrix}a&&\\&b&\\&&1\end{bmatrix}}}                       | | Biaffinité de rapport {\displaystyle a} suivant {\displaystyle Ox}, et de rapport {\displaystyle b} suivant {\displaystyle Oy} | {\displaystyle {\begin{aligned}x'&=ax\\y'&=by\end{aligned}}}   | {\displaystyle {\begin{aligned}x'&={\frac {ax}{(a-1)x+(b-1)y+1}}\\y'&={by \over (a-1)x+(b-1)y+1}\end{aligned}}} |
| {\displaystyle {\begin{bmatrix}a&&\\&a&\\&&1\end{bmatrix}}}                       | La droite {\displaystyle (AB)} est formée de points fixes, {\displaystyle C} est fixe et les droites passant par {\displaystyle C} sont stables. | Homothétie de rapport {\displaystyle a} et de centre {\displaystyle O}                                                         | {\displaystyle {\begin{aligned}x'&=ax\\y'&=ay\end{aligned}}}   | {\displaystyle {\begin{aligned}x'&={\frac {ax}{(a-1)(x+y)+1}}\\y'&={ay \over (a-1)(x+y)+1}\end{aligned}}} Homologie générale de centre {\displaystyle O}, de base {\displaystyle (IJ)} et de rapport {\displaystyle a}. |
| {\displaystyle {\begin{bmatrix}1&&\\&1&1\\&&1\end{bmatrix}}}                      | La droite {\displaystyle (AB)} est formée de points fixes et les droites passant par {\displaystyle A} sont stables                              | Translation de vecteur {\displaystyle {\vec {j}}}.                                                                             | {\displaystyle {\begin{aligned}x'&=x\\y'&=y+1\end{aligned}}}   | {\displaystyle {\begin{aligned}x'&={x \over 2-x-y}\\y'&={1-x \over 2-x-y}\end{aligned}}} Homologie spéciale de centre {\displaystyle I} et de base {\displaystyle (IJ)}                                                 |
| {\displaystyle {\begin{bmatrix}a&&\\&1&1\\&&1\end{bmatrix}}}                      | {\displaystyle A} et {\displaystyle B} sont fixes, et les droites {\displaystyle (AB)} et {\displaystyle (BC)} sont fixes.                       | Dilatation de rapport {\displaystyle a} suivant {\displaystyle Ox} et translation de vecteur {\displaystyle {\vec {j}}} .      | {\displaystyle {\begin{aligned}x'&=ax\\y'&=y+1\end{aligned}}}  | |
| {\displaystyle {\begin{bmatrix}1&1&\\&1&1\\&&1\end{bmatrix}}}                     | {\displaystyle A} est fixe et la droite {\displaystyle (AB)} est invariante                                                                      | Transvection suivant {\displaystyle Ox} et translation suivant {\displaystyle Oy}                                              | {\displaystyle {\begin{aligned}x'&=x+y\\y'&=y+1\end{aligned}}} | |

On peut remarquer qu'il y a toujours autant de points fixes que de droites stables. Plus généralement, on montre que pour toute homographie, il existe une dualité (bijection entre les points et les droites du plan inversant les appartenances) induisant une bijection entre ses points fixes et ses droites stables.

## Caractérisation géométrique des homographies
On suppose dans ce paragraphe que {\displaystyle \mathbb {K} =\mathbb {R} } et que les espaces sont de dimension finie.
Théorème — En dimension {\displaystyle \geqslant 2}, les homographies d'un espace projectif dans lui-même sont les bijections transformant une droite en une droite, ou mieux, transformant trois points alignés en trois points alignés.
Ceci constitue le théorème fondamental de la géométrie projective, se déduisant du théorème fondamental de la géométrie affine. Il est remarquable qu'il n'y ait pas besoin de préciser la conservation du birapport dans cette caractérisation.

## Liens
- Géométrie projective
- Fonction homographique
- Dualité (géométrie projective)